# Sebastián Marchant
Sebastián Andrés Marchant Araya (Iquique, 14 de agosto de 1983) es un futbolista chileno, que se desempeña como defensa central o mediocapista, siendo uno de los baluartes en el ascenso del club a la segunda división de honor del fútbol chileno en 2006. Es conocido en el ambiente futbolístico iquiqueño como "Pepón", nacido en el barrio del Unión; sus primeros pasos lo realizó en el club Católica Iquique B. Luego integró varias selecciones infantiles y juveniles.

## Clubes
| Club                 | País  | Año       |
| -------------------- | ----- | --------- |
| Municipal Iquique    | Chile | ¿?-2006   |
| Deportes Antofagasta | Chile | 2007      |
| Deportes Iquique     | Chile | 2007-2011 |

## Títulos

### Nacionales
| Título           | Club              | País  | Año  |
| ---------------- | ----------------- | ----- | ---- |
| Tercera División | Municipal Iquique | Chile | 2006 |
| Primera B        | Municipal Iquique | Chile | 2010 |
| Copa Chile       | Deportes Iquique  | Chile | 2010 |